# Marwa Abidi
Marwa Abidi (arabe : مروة عبيدي), née le 1er janvier 1990 au Bardo, est une footballeuse tunisienne évoluant au poste d'attaquante. Elle est membre de la sélection féminine tunisienne.

## Carrière en club
Abidi joue pour l'Association sportive de la Banque de l'habitat en Tunisie et pour Tremblay-en-France.

## Carrière internationale
Abidi est sélectionnée avec la Tunisie lors du tournoi féminin UNAF 2009.
| Non. | Date            | Lieu                               | Adversaire | Score | Concours                  | Réf.  |
| ---- | --------------- | ---------------------------------- | ---------- | ----- | ------------------------- | ----- |
| 1    | 6 novembre 2009 | Stade olympique d'El Menzah, Tunis | Égypte     | 6–2   | Tournoi féminin UNAF 2009 | [ 2 ] |